# 利非订
利非订（希伯來語：‎），亦译“哩非停”，是《出埃及记》中的一个地名，原意为“休息地”、“支持物”、“镇压物”、“缩手”。该地位于汛旷野、西乃山之间，是出埃及四十二站口之一。

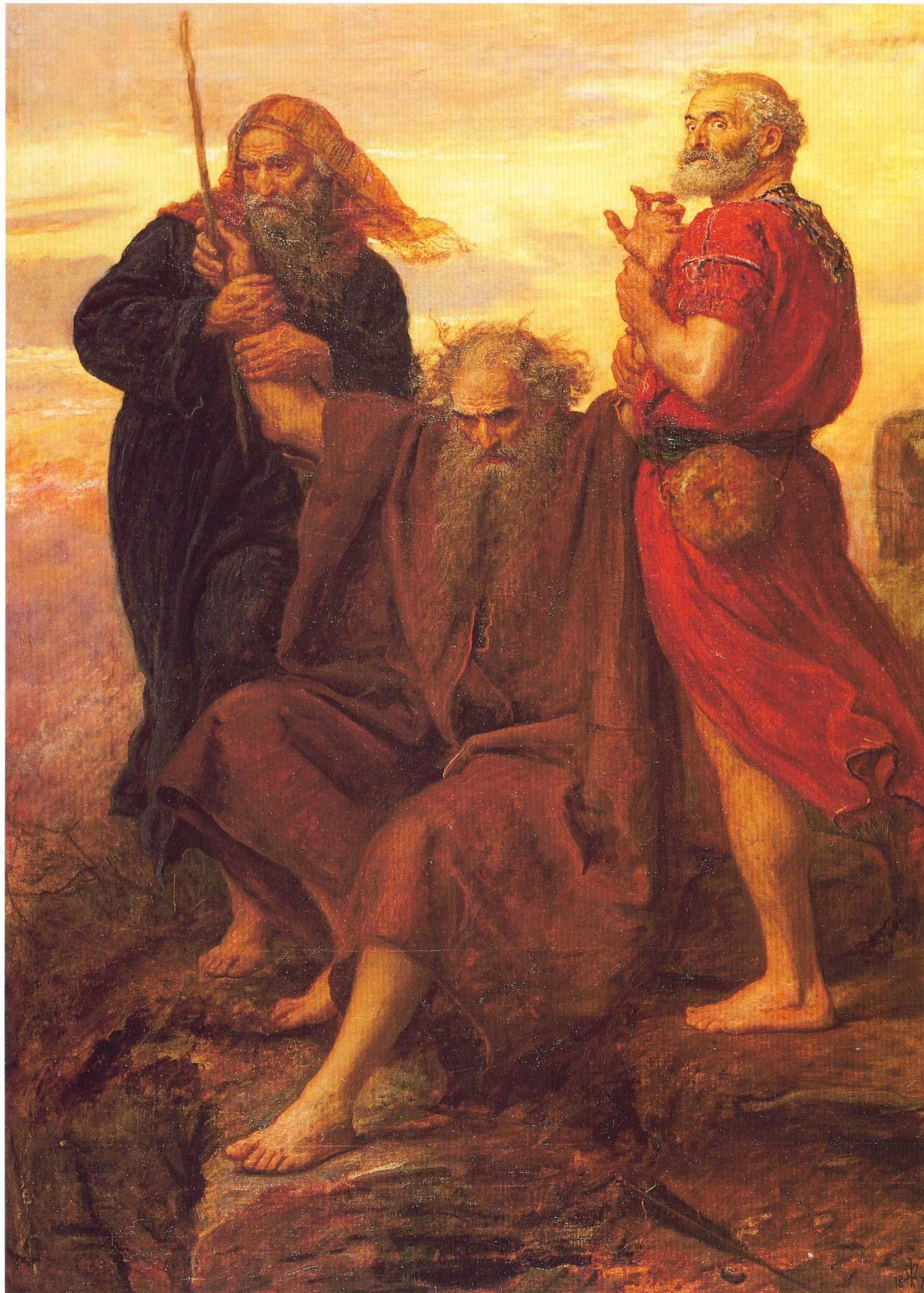
利非订之战，亚伦和户珥稳住摩西的双手

以色列民众过了红海之后，从汛的旷野向前，扎营于利非订。百姓由于没水喝，埋怨摩西不该将他们带出埃及，以至于他们的人口和牲畜遭难。摩西求告于耶和华，耶和华回答说：“你要击打磐石，从磐石里必有水流出来，是百姓可以喝”。于是摩西便依此行事。亚玛利人来此与以色列人征战，约书亚在摩西的指示下应战。摩西举手就能使以色列人得胜，于是亚伦和户珥稳住了他的手，约书亚大获全胜。出埃及3个月满之后，以色列人离开利非订，到西乃山下的旷野安营。